# Ciudad Juárez
Ciudad Juárez – miasto w północnym Meksyku, w stanie Chihuahua, nad rzeką Rio Grande, naprzeciw amerykańskiego miasta El Paso. Liczy około 1,4 mln mieszkańców.

## Zabytki i turystyka
Mieszkańcy miasta znajdują zatrudnienie w większości w fabrykach amerykańskich koncernów założonych w ramach NAFTA. Do nielicznych zabytków Ciudad Juarez zalicza się kościół misyjny z XVII wieku  ze stojącą opodal neoklasycystyczną katedrą z 1923 roku. W mieście znajduje się także pomnik meksykańskiego bohatera narodowego Benito Juareza. Mimo niewielkiej ilości intersujących zabytków miasto posiada rozwinięty przemysł turystyczny, który dobrze funkcjonuje dzięki bliskości strefy przygranicznej. Z Teksasu można je odwiedzić bez formalności celnych.

## Gospodarka
W mieście rozwinął się przemysł elektrotechniczny, spożywczy oraz włókienniczy.

## Seryjne morderstwa kobiet
Od roku 1993 w mieście masowo giną młode kobiety i dziewczyny. Szacuje się, że do końca lutego 2005 roku zaginęło wg danych oficjalnych bez wieści ponad 400 kobiet. Nieoficjalnie mówi się, że ta liczba może być zaniżona nawet dziesięciokrotnie. Policji udało się odnaleźć około 370 ciał zaginionych. Ciała porzucane są w opuszczonych budynkach i placach na terenie miasta, a także na pustyni za miastem w okolicy góry Cristo Negro.
W 2005 roku ukazała się książka „Miasto – morderca kobiet” („La ville qui tue les femmes: Enquête à Ciudad Juarez”) autorstwa dwóch francuskich dziennikarzy: Jeana-Christophe'a Rampala oraz Marca Fernandeza. Jedną z przedstawionych w niej teorii wyjaśniających dlaczego w tym rejonie dochodzi do tego typu przestępstw, jest szeroko rozpowszechniony „kult macho”, związany z historią narodu meksykańskiego (legenda Malinche).
W 2006 roku zainspirowany wydarzeniami w Ciudad Juarez powstał  film Bordertown (Miasto śmierci) z Jennifer Lopez i Antonio Banderasem w rolach głównych.

## Wojna gangów narkotykowych
W roku 2008 rozgorzała wojna pomiędzy kartelami narkotykowymi. W jej wyniku zabito w 2008 roku 1587 osób, w 2009 – 2643 osoby, w 2010 – 3111 osób.
W 2010 roku ukazało się polskie tłumaczenie książki Charlesa Bowdena Mordercze miasto. Meksykańskie lekcje umarłych traktującej o rozszalałej w mieście przestępczości i wojnie między kartelami narkotykowymi.

## Historia
27 marca 2023 roku w mieście doszło do pożaru w ośrodku dla migrantów, w którym zginęło 40 osób, a 28 zostało rannych.

## Sport
Swoją siedzibę ma tutaj klub piłkarski FC Juárez. Wcześniej funkcjonowały w nim zespoły takie jak Cobras de Ciudad Juárez, Tigres de Ciudad Juárez i Indios de Ciudad Juárez.

## Miasta partnerskie
- El Paso, USA
- Juazeiro, Brazylia
- Saragossa, Hiszpania
- San Diego, USA